# Qoydan
Qoydan è un comune dell'Azerbaigian situato nel distretto di İsmayıllı. Conta una popolazione di 70 abitanti.